# 山本健太郎
山本 健太郎（1994年1月11日- ）は、日本の実業家。株式会社SoVa創業者・代表取締役。公認会計士資格を持ち、CPA会計学院では講師として教壇に立つ。

## 人物・経歴
東京都八王子市出身。穎明館高等学校を経て、2016年慶應義塾大学商学部卒業。
大学在学中に公認会計士試験に合格、2014年にTAC(予備校)で講師生活をスタートさせる。
一方、公認会計士試験中の体験から発想を得て、2015年一般社団法人 全会連を設立。初代代表理事となる。
2017年株式会社アオイエ入社。2018年に取締役CFOとなる。
2019年株式会社SoVaを創業。代表取締役CEO就任。
一般的な会計士のキャリアパスとは違う道を進み、活躍する会計士たちの仕事やキャリアを紹介するメディア「会計士の履歴書」の取材を受ける。